# August Weber
August Weber (10 de enero de 1817, Frankfurt, Confederación Germánica – 9 de septiembre de 1873, Düsseldorf, Imperio alemán) fue un pintor alemán, alumno de la Escuela de Düsseldorf.

## Vida
Weber comenzó sus estudios como pintor paisajista en Frankfurt con el pintor Heinrich Rosenkranz y continuó en 1835 sus estudios con el pintor de la corte Johann Heinrich Schilbach en Darmstadt, luego estudió en el Instituto Städel en Frankfurt y se mudó en el otoño de 1838 a Düsseldorf. Más tarde se convirtió allí en profesor, entre sus alumnos estaban Theodor Martens y John Robinson Tait. En 1858 trajo a Jacob Maurer y Anton Burger de Frankfurt a Düsseldorf.
En 1844 fue cofundador de la Asociación de Artistas de Düsseldorf y miembro del Consejo de Pintura (Malkasten). En 1863 se convirtió en miembro honorario del Düsseldorfer Künstler-Liedertafel, y en 1864 fue galardonado con el título de maestro honorario de la Alta Fundación Libre Alemana para la Ciencia, las Artes y la Educación General (Deutsches Hochstift) en Frankfurt. Weber había estado casado desde 1844; Su única hija murió en 1857.
August Weber murió de neumonía el 9 de septiembre de 1873 a los 56 años.

## Trabajo
Weber no siguió el arte realista, pero lo vio como una herramienta para visualizar fantasías y pensamientos poéticos. El efecto general idealista tuvo que atribuirse a todos los efectos y detalles, las excepciones fueron fenómenos naturales como la luz de la luna o el paisaje nocturno. En la literatura, también se le conoce como "Moonshine-Weber". Además de pinturas de paisajes, también creó dibujos y acuarelas, así como algunas litografías.

## Obras (selección)

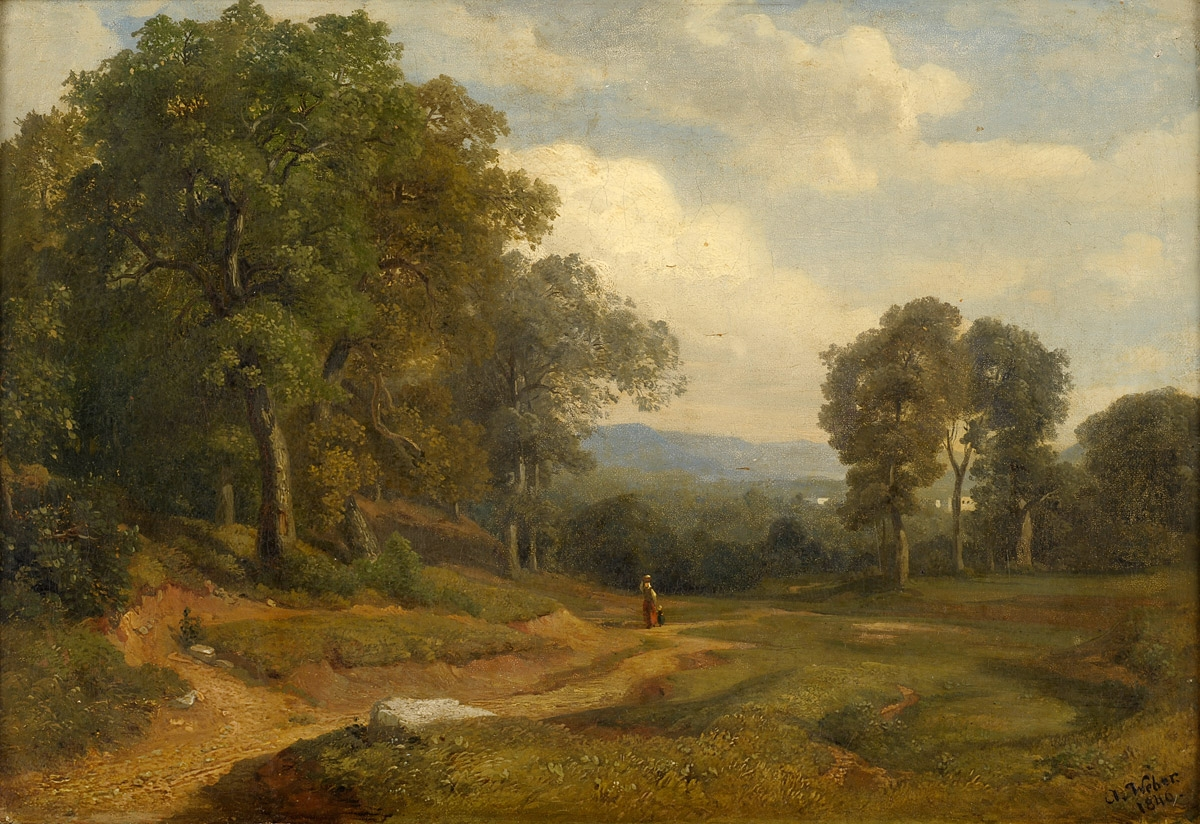
Paisaje de verano, 1846.

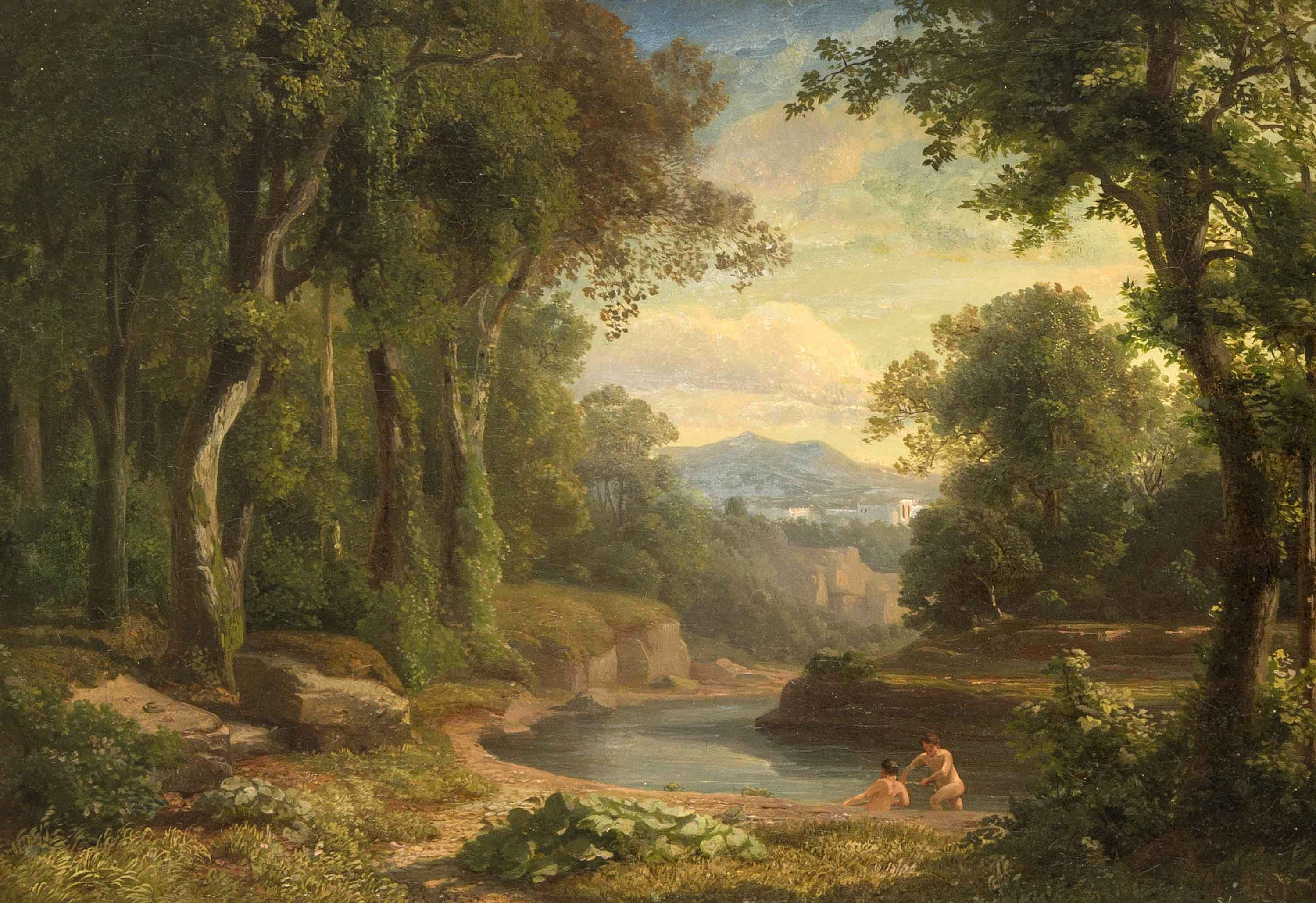
Paisaje boscoso del río.

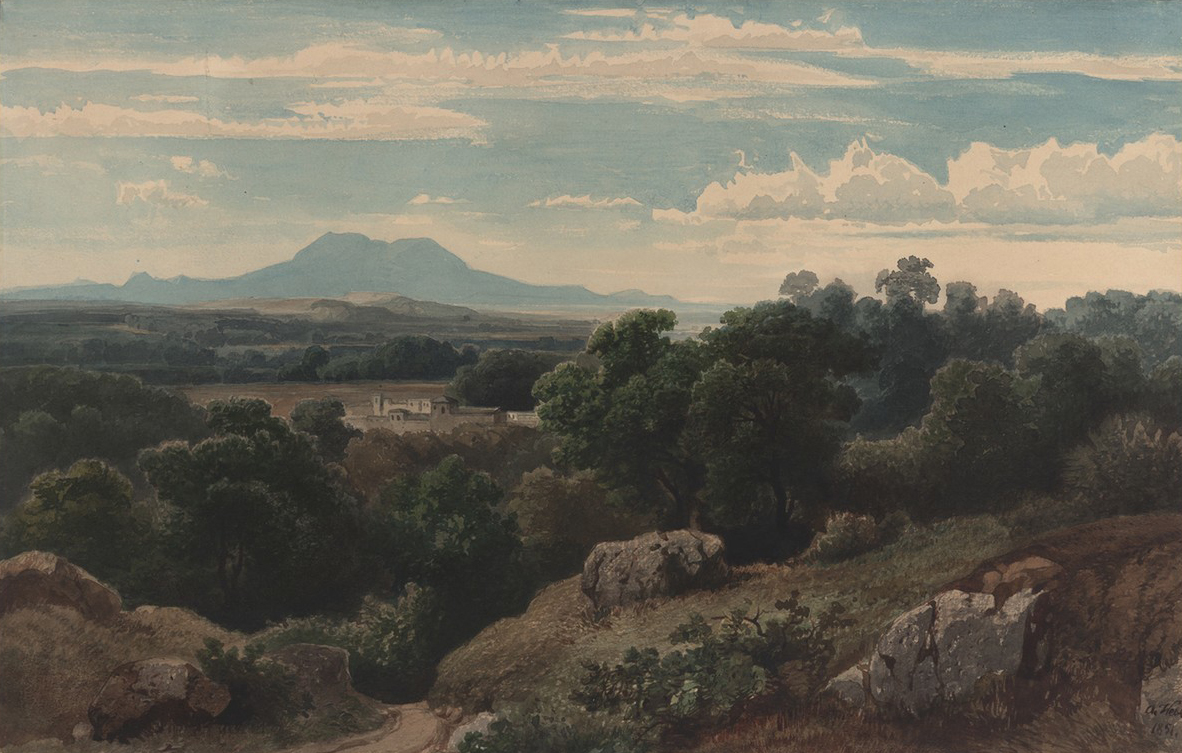
Paisaje italiano con vistas a Capri, acuarela de 1851.

### Pinturas
- Paisaje nocturno, 1848, 48 × 63 cm, anteriormente colección Max Stern.

- Waldpartie, 1851, 31 × 42 cm, en el Palacio de la Ciudad de Potsdam, exhibido en el Jahrhundertausstellung deutscher Kunst, 1906, presentado por Hermann Göring, hoy perdido.

- Neuss, 1852, 31 × 46.5 cm, ciudad de Neuss.

- Paisaje nocturno, 1862, 81 × 105 cm, óleo sobre lienzo, anteriormente Museo Wallraf-Richartz, Colonia. Vendido en 1941.

- Paisaje fluvial, 67,5 × 96,5 cm, colección privada, óleo sobre lienzo.

- Paisaje forestal, 55,6 × 46,7 cm, Germanisches Nationalmuseum, Núremberg

- Paisaje de Westfalia, 110 × 158 cm, (paisaje de montaña con lago) óleo sobre lienzo.

- Orilla del río arbolada, 33.5 × 52.5 cm, anteriormente colección Boguslaw Jolles, más tarde Michael Berolzheimer.

- Paisaje a la luz de la luna, 46 × 61 cm Museo de Bellas Artes de Leipzig.

### Momentos del día
El ciclo de trabajo Momentos del día fue un trabajo comisionado para el rey de Prusia y consistió en cuatro pinturas (mañana, mediodía, tarde y noche/paisaje lunar) en las medidas de 110 × 157 cm, fue propiedad de la fundación de los castillos prusianos y comenzó a partir de 1924 en préstamo del Ministerio de Alimentación y Agricultura del Reich. Las cuatro pinturas desaparecieron en la guerra y se consideran perdidas.

### Acuarelas
- Paisaje italiano con vistas a Capri, 1851, 22,1 × 34,45 cm, acuarela sobre papel, Museo Wallraf-Richartz

- Paisaje del río, 1856, 23,7 × 36 cm, acuarela sobre papel, Colección Foundation Volmer

### Ilustraciones
Colección del artista original Radirs Düsseldorf. Schulgen, Dusseldorf 1850. de la Universidad y Biblioteca Estatal de Dusseldorf
El trabajo de August Weber fue diezmado en gran medida por la Segunda Guerra Mundial, por lo que las obras de museos en Gdansk y Königsberg también están tan perdidas, como las de Berlín o Alemania Occidental o los coleccionistas judíos. Muchas de las obras que se ofrecen en el mercado del arte no son de agosto de Weber, pero de un artista suizo del mismo nombre (1898-1957), otro artista del mismo nombre (1846-1928) era emprendedor como pensionista en Capri.